# Karl Jetter
Karl Jetter (* 2. Juni 1929 in Bad Waldsee; † 23. Oktober 2023 in Chaville, Frankreich) war ein deutscher Ökonom und Wirtschaftsjournalist.

## Kriegsdienst, Studium und Wirtschaftskorrespondent
Als in Württemberg geborener Sohn des gleichnamigen Gastwirts Karl Jetter und seiner Ehefrau Agnes Jetter, geborene Muschel, wurde Karl Jetter in den Jahren 1944 bis 1945 als Soldat dienstverpflichtet und kam anschließend in französische Gefangenschaft.
Von Mitte 1950 bis zum Frühjahr 1951 studierte er Nationalökonomie an der Universität Tübingen. Am 28. Februar 1951 bestand er die Diplomprüfung als Dolmetscher für die französische Sprache. Anschließend studierte er im Sommer 1951 an der Universität München ein Semester im Fach Nationalökonomie.
Es folgten zwei Semester des Studiums der Soziologie und Nationalökonomie am Institut d’études politiques de Paris vom Herbst 1951 bis Mitte 1952. Danach nahm er vom Herbst 1952 bis Mitte 1953 das Studium wieder in Tübingen auf. Dort erlangte er das Diplom als Volkswirt am 6. November 1953. Von März 1955 bis 1958 war er bei der Frankfurter Allgemeinen Zeitung (FAZ) in Frankfurt am Main als Wirtschaftskorrespondent tätig.

## Promotion
Im Jahr 1955 erlangte er nach der Prüfung am 25. und 26. Mai die Promotion zum Dr. rer. pol. an der Universität Tübingen mit dem Thema Die Bedeutung des Kapitalverkehrs für den Ausgleich fundamentaler Zahlungsbilanz-Ungleichgewichte bei Vollbeschäftigung. Diese Arbeit hatte Hans Peter begleitet. Im Jahre 1957 befasste er sich mit Fragen der Landwirtschaft, wobei er besonders die Arbeiten von Heinrich Lübke hervorhob. Am 21. Oktober 1957 lobte er Lübke, weil dieser jahrhundertelange Versäumnisse in das Bewußtsein der Öffentlichkeit gerückt, die Flurbereinigung und die Neuordnung der Dörfer, das ländliche Bildungswesen und vieles andere beträchtlich vorangetrieben hatte.

## Neue Wirtschaftsredaktion in Stuttgart
Ab April 1958 berichtete er in Stuttgart in einem neuen Redaktionsbüro für die FAZ aus Baden-Württemberg bis September 1962. Seine Tätigkeiten dort sollten zwischen der FAZ und der Wirtschaft die Beziehungen vertiefen. Danach ging er im Oktober 1962 nach Paris und berichtete von dort (11 rue de Miromesnil) für die FAZ aus dem Bereich der französischen Wirtschaft.

## Analysen und Berichte aus Paris
Er schrieb Berichte über die Lage der französischen Politik und der Wirtschaft, die wegen ihrer Gründlichkeit und Genauigkeit in anderen Untersuchungen über Frankreich zitiert wurden. Er konnte weiterhin als Pressebeobachter den französischen Staatspräsidenten auf seinen Reisen nach Russland, Zentralasien, in selbständige ehemalige Kolonialstaaten und in die arabischen Länder begleiten.
Im Jahre 1995 beendete er seine Korrespondententätigkeit bei der FAZ und ließ sich bei Paris in der Stadt Chaville nieder. Neben seiner Berufstätigkeit reiste er in viele Länder und Gebiete wie die Sahara, die Mongolei, den Zentralatlas, die Berge des Himalaja und die Kordilleren in den Anden. Über diese Reisen und Erlebnisse schrieb er zwei Bücher.

## Privates
Karl Jetter war katholisch, ab 1957 mit Elisabeth Jetter, geborene Haerle, verheiratet und hatte drei Söhne (Hans, Karl und Frieder Jetter).

## Schriften (Auswahl)
- Die unterentwickelten Dörfer, FAZ, 16. Juni 1961
- Die Krise der Schlepper-Industrie, FAZ, 4. Juni 1962
- Frankreichs Ostgeschäfte, FAZ, 1. Dezember 1966
- Wieviel Miete zahlen die Franzosen? – die Mieten im Ausland (XX), FAZ, 9. Dezember 1970
- Muß Frankreich die deutsche Wirtschaft fürchten?, FAZ, 20. November 1971
- Paris will mit dem innerdeutschen Handel Schluß machen, FAZ, 20. Januar 1973
- Der Streik – kein Motor des Fortschritts. Eine Erfolgsbilanz europäischer Arbeitskämpfe 1969-1974, FAZ, 15. November 1975
- Um den Markt kommen wir nicht herum, FAZ, 13. November 1976
- Noch nimmt die Zahl der Franzosen zu, FAZ, 28. Januar 1977
- Mitterrand bekräftigt seinen sozialdemokratischen Kurs. Notfalls auch ohne Kommunisten in die Regierung, FAZ, 30. Juni 1977
- Auf dem Wege zur deutsch-französischen Feindschaft?, 24. September 1977
- Partner und Konkurrenten, in Klaus Hänsch, Frankreich : eine Länderkunde, Hamburg 1978, S. 64–107
- Grosse Berge für kleine Leute, Kempten 1980
- Tausche Palästina gegen Erdöl, FAZ, 10. März 1980
- Abschied vom Klassenkampf?, FAZ, 8. Mai 1980
- Wirklichkeit sind die Deutschen friedliche Leute – Verändertes Deutschlandbild der Franzosen, FAZ, 27. Januar 1987
- Auf Ski, am Seil, im Sattel : Extremtouren in aller Welt, Frankfurt/Main 1990
- Von Kohl und Gorbatschow überrumpelt. Frankreichs Zögern in der deutschen Frage, FAZ, 15. Februar 1990
- Frankreichs Linke auf dem Weg zur Macht, 18. Juni 1990
- Frankreich übt Selbstkritik und vertraut dem deutschen Volk, 19. Juli 1990
- Patricia Kaas: une star de conte de fees, in: Ecoute 4 (1991), S. 54
- Der gute Kamerad des Franc, FAZ, 3. November 1992
- Frankreichs-Konsumgüter-Produzenten gegen den GATT-Abschluß, FAZ, 8. Dezember 1993

## Tod
Am 23. Oktober 2023 verstarb Karl Jetter in Chaville, Frankreich.